# Distrito de Anguía
El distrito de Anguía es uno de los diecinueve que conforman la provincia de Chota, ubicada en el departamento de Cajamarca en el Norte del Perú. Limita por el Norte con los distritos de San Luis de Lucma y La Ramada de la provincia de Cutervo, por el Este con el distrito de Chimbán, por el Sur y el Oeste con el distrito de Tacabamba.

## Historia

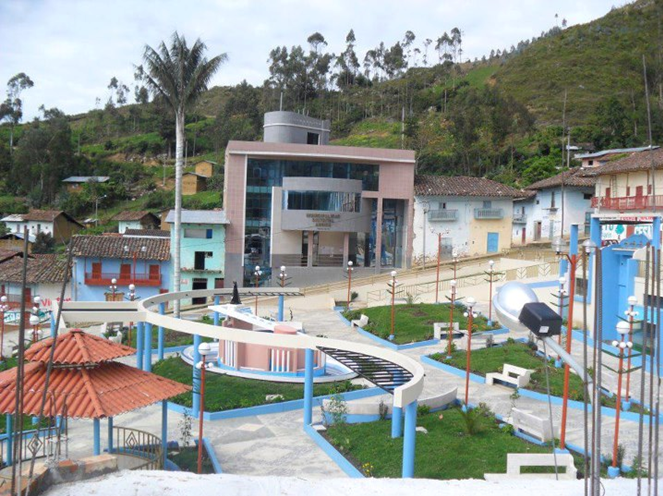
Vista parcial de la plaza Mayor con el Palacio Municipal en Anguía, la capital distrital.

Por ley  Nº 7856 del 16 de octubre de 1933, se eleva a Anguía a la categoría de distrito de Chota, en el gobierno del Presidente Óscar R. Benavides. Sus primeras autoridades fueron:
- Alcalde: Javier Olano Carranza
- Gobernador: José Santos Saldaña Villegas
- Juez de Paz: Cristóbal Villegas.

## Geografía
El distrito está situado en un ramal de la cordillera occidental comprendido entre los paralelos 6° 20´ y 78° 87´ 00" de longitud oeste del Meridiano de Greenwish.
- Ríos: rio Tacabamba, rio Chílac, río Llaucán y río Nungo.

## Demografía
El Distrito tiene 4 542 habitantes aproximadamente.

## Capital
La capital de este distrito es la ciudad de Anguía situada bajo el cerro Chanche, a 2450 msnm.

## Gobierno
- 2023-2026
  - Alcalde: ALEXANDER PERALTA SANCHEZ], .

## Centros poblados
- Aliso,
- Agua Brava,
- Calabozo,
- Chugur,
- Chuspa,
- Chamana,
- Azafrán,
- Colcabamba,
- Pampagrande,
- La Succha,

- Opa,
- Lanchepampa,

- Ushun,
- Anguía,
- Rodeopampa,
- Tayapotrero,
- Tendal,
- Chambe,
- Chiut,
- Huallangate,
- Vista Alegre.

## Límites
Anguía, limita: por el Este con el distrito de Chimban, por el Norte con los distritos de La Ramada, San Luis de Lucma (provincia de Cutervo), por el Oeste y Sur con el distrito de Tacabamba.

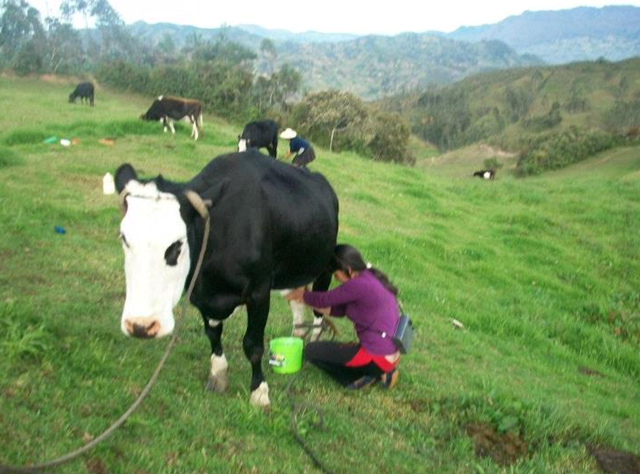
Chugur, localidad anguiana famosa por su ganadería y su industria láctea.

## Transporte
Anguía está entrelazado por Carreteras con sus comunidades y pueblos como: Anguía - Tacabamba - Conchán - Chota - Cajamarca; Anguía - Chota - Chiclayo; Anguía - Cutervo - La Capilla - Puerto Chiple en la Carretera Olmos Marañón; así mismo carretera, Anguía - Socota - San Andrés - Santo Tomás - Pinpincos - Puerto Cuyca en la carretera Olmos Marañón; Anguía - San Luis de Lucma - La Ramada - San Juan - Puerto Malleta en el río Marañón.

## Hidrografía
Por su suelo discurren los ríos: Guineamayo, Tacabamba, Llaucano, Chilac y Nungo.

## Servicios
Anguía cuenta con Energía Eléctrica desde 1985 y fue uno de los gestores de la construcción de la Central. Hidroeléctrica de Guienamayo, en la actualidad el 95 % de sus comunidades y/o centros poblados cuentan con Energía Eléctrica las 24 horas del día.

## Patrimonio
Anguía cuenta con: Baños termales de OPA, cercano al río Guineamayo y Baños termales de la OROYA a orillas del río Tacabamba, los cuales son muy concurridos por sus habitantes y visitantes de distintos lugares.

## Economía
Anguía es uno de los productores más importantes de Chota, en frutas: Sapotes, Lúcumas, Piñas, Chirimoyas, Naranjas, Limas, Huabas, Cansabocas, plátanos, yuracsaras, etc. así como produce caña de azúcar en variedades (regencia, blanca amarilla), produce también café, coca, tabaco, yucas, chuanes; en la parte alta produce: Papas, arbejas, frijoles, maíz blanco, maíz morocho y en el temple maíz amarillo, etc.

## Festividades
Una de las ferias de mayor importancia del departamento es la feria de Anguía, que se celebra en homenaje a la Virgen de los Dolores patrona del distrito de Anguía, imagen que tiene más de 450 años. El día central es el 12 y 13 de septiembre; a esta feria acuden feligreses de la costa, sierra y la selva.

## Literatura
Anguía tiene dos libros publicados: Dueños de Anguía, Arrieros y sus Aventuras, obras publicadas por el ing. Carlomán Medina Peralta, que además tiene publicados cuatro libros de ingeniería, quien se desempeña como catedrático de la Universidad Nacional de Ingeniería.

### Ciudad llena de flores
Ciudad llena de flores, eso es Anguía tierra de amor.
Y las tres tulpas que se levantan y le dan frente al Marañón.
Dentro de tus cerros Aguas Termales, es medicina del poblador.
Tus cuatro entradas y las Tres Cruces, Chanche y el Mirador.
Tú que naciste en este pueblo, no te olvides de tu bandad.
Dale la mano a tus hermanos, como anguiano de corazón. Fuente: "Dueños de Anguía"

### Anguiano palangana
Anguiano poncho muzgo, deportista y buen peón.
Tu paraje Bellavista, La Banda y el Marañón.
Con tu lampa sobre el hombro, tu machete a la cintura.
Tiene muy altura, cuando llega al jornal.
Orgulloso y palangana, con tus mulas y tu yunta.
Si algunos te preguntan, no le digas la verdad.
Es tu vida los maizales, en la jalca y en el temple.
Que te importa si no hay carne suficiente tus tamales.
Tu chuchoca no lo cambias, ni por trigo ni por arroz.
Ni por oro ni por plata, ni por mandato de Dios. Fuente: "Dueños de Anguía"

### Anguía querida
Eres tú Anguía mía la gloria, mi mágico acento divino, ojala que me lleve el destino, a morir por el bien de tu historia, a tu voz celestial es la vida, homenaje pequeño ofrecerte, pues no impórta que venga la muerte, si por tu causa he de dar yo la vida, verte libre feliz aspiramos, fuerte grande también respetada, tu honra será inmaculada, prometemos así los anguianos. Anguía mía querida adorada, hoy acepta mi humilde cantar, yo quisiera por ti mi alma dar, por tu honra y dicha alabar, yo quisiera tener más talento y obsequiarte sublime cantar, más no puedo, no puedo ensalzar, a tus glorias el bello oportuno, yo solo pido a la suerte, de rodillas ante el cielo y al dirribarme la muerte, ser el polvo de tu suelo. Fuente: "Dueños de Anguía"

## Desastres naturales
El desastre en el distrito de Anguia, es como consecuencia de 2 eventos diferentes:
1.Explosión: Debido a la explosión, como consecuencia de la introducción del agua del río Guineamayo en la zona Volcánica interna entre las 2 fuentes termales de la Oroya y Opa, debido a la evaporación del agua, se presentó una super fuerza, explosionando, al mismo tiempo trasladó totalmente al valle conocido como CALABOZO (millones de toneladas, con sus chacras y caminos, terrenos de 56 propietarios, jurisdicción del distrito de Anguía, cubriendo grandes extensiones de tierras de frutales del distrito de San Luis de Lucma, provincia de Cutervo. Como consecuencia se ha formado prácticamente un cerro que no da pase al agua del río Guineamayo, en una extensión aproximada de 1 kilómetro.
2.-Deslizamiento de tierras: Como consecuencia de la explosión se aceleró el deslizamiento de tierras desde la parte baja, llegando hasta la parte alta próximo al Centro Poblado de Rodeopampa, dañando las tierras de Rodeopampa, y afectando con gran cantidad de polvo a las comunidades de USHUN, TAYAPOTRERO, CHAMBE, BABACO, CORRAL VIEJO, entre otros. Todas estas comunidades y centros poblados están localizados en la parte Norte del distrito de ANGUIA, cuya explosión y deslizamiento de tierras ha afectado el Río Guineamayo que sigue embalsándose, afectando los valles productivos de Anguía (Chota)y San Luis de Lucma (Cutervo).
Caudal de agua del Río Guieneamayo: 5 metros cúbicos por segundo.
Explosión: 20 de febrero de 2010

### Volumen del embalse
8/04/10: 5 Metros cúbicos/Seg X 3600 Seg X 24 Horas X 48 Días = 20 736 000 (veinte millones setecientos treinta y seis mil) metros cúbicos.

### Desembalse
El sábado 10 de abril de 2010 se produjo el inicio del desembalse, exactamente después de 51 días; como consecuencia la furia de la avalancha al correr aguas abajo arrasó con fincas, chacras de la riveras de los río Chilac y Silaco, así como se llevó los puentes que comunican a los distritos de Pion y Chimban.

## Educación

### Escolar
- Anguía
  - Escuela Urbana Prevocacional de Varones N°60
  - Escuela Primaria de Mujeres N°633
  - Centro inicial N°336
  - Centro Educativo Primario N°10470 fusionado
  - Colegio secundario Mixto “Arturo Osores Cabrera”.
- Colcabamba
  - PRONOI, Escuela Primaria N°10474
- Rodeopampa
  - Inicial N° 568, Escuela Primaria N°10471
- Tayapotrero
  - Escuela Primaria N°101068
- Yaunse
  - Pronoi, Escuela Primaria N°10478
- Chiut
  - Escuela Primaria N°10473
- Guallangate
  - PRONOI, Escuela Primaria N°10477, Colegio Secundario Alejandro Sánchez Olano.
- Tendal
  - PRONOI, Escuela Primaria N° 10889, Colegio Secundaria “José Inés Requejo Rivorola” .
- Vista Alegre
  - Escuela Primaria N° 10998
- Pilco
  - Escuela Primaria
- Vilcasit
  - Escuela Primaria
- Agua Brava
  - Escuela Primaria, Colegio secundario “José María Arguedas”
- Azafrán
  - Escuela Primaria
- Chuspa
  - Escuela Primaria
- Chamana
  - Escuela Primaria
- Ramospampa
  - Escuela Primaria

## Festividades
- Enero: adoración de los Reyes Magos al Niño Dios.
- Abril: lunes de pascua; martes, San José; miércoles, primer día de la Virgen; jueves, el santísimo sacramento; viernes, segundo día de la Virgen de los Dolores; sábado, Virgen del Rosarioy el día domingo, San Isidro.
- Mayo: Fiesta de las Cruces.
- Septiembre: Virgen de los Dolores.

## Anguianos destacados
- José Inés Requejo Rivarola.
- Segundo Leopoldo Díaz Sánchez
- Gervacio Villegas Olano
- Víctor Alejandro Sánchez Olano
- Juan Meoño Saldaña.